# Marta Guarani
Marta Guarani, nascida Marta Silva Vito e também conhecida como Kunha Gevy (Aldeia Jaguapiru, Dourados, 29 de julho de 1942 - Campo Grande, 6 de setembro de 2003), foi uma liderança da etnia Guarani que atuou nos movimentos de mulheres indígenas no Brasil e na luta pelo acesso à terra dos povos indígenas na região do bioma do Pantanal, na região Centro-oeste do Brasil.

## Juventude e ditadura Militar no Brasil
Desde jovem já se colocou na luta por melhores condições de vida para sua Aldeia, denunciando violências e abusos da administração da Funai, que retirou o cacique e o pajé do poder para colocar uma milícia comandada por coronéis. Ela tinha 28 anos quando foi obrigada a deixar sua Aldeia de nascimento e foi perseguida pelo regime da ditadura civil-militar brasileira, pois ao longo de toda a década de 1970 correu pelas estradas para convocar pessoas indígenas para a por direitos dos povos originários na região. Passou por Vila Índia em Dourados, e nos bairros de Moreninhas, Tiradentes, Guanady e Itamaracá em Campo Grande, e na região de Cristo Redentor na cidade de Corumbá.

## Luta pelos direitos das mulheres originárias
Marta Guarani também se dedicou na luta pelos direitos das mulheres originárias por melhores condições de vida e contra as violências destinadas a elas. Participou do Conselho Estadual dos Direitos da Mulher no Mato Grosso do Sul e representou as mulheres indígenas na Conferência Nacional de Mulheres Brasileiras. Também foi representante das comunidades indígenas na Organização das Nações Unidas – ONU por diversas vezes.

## Luta pela terra
Em 1983, Marta Guarani atuou politicamente para que fosse fundada uma unidade da Funai no município de Amambaí, pois a região contava com uma grande quantidade de pessoas indígenas desassistidas de direitos básicos. Três anos depois, 1986, atuou na localização de anciãos e anciãs da etnia Guató, em Corumbá. O povo Guató era considerado extinto pelo poder público, e a atuação de Marta Guarani contribuiu para a demarcação da Terra Indígena Guató. Em 1997 a cidade de Campo Grande reconheceu a trajetória de luta pela terra de Marta Guarani e a concedeu o título de Cidadã Campo-grandense.No ano de 2001, Marta Guarani participou da construção da Aldeia Urbana Água Bonita, em Campo Grande, destinada a pessoas indígenas desaldeadas.

## Associação Indígena Kaguateca Marçal de Souza
Além da atuação em conjunto com o povo Guarani e Kaiowá, Marta Guarani também atuou com os povos Guató, Terena, Kadiwéu e Ofaié da região do Mato Grosso do Sul para garantia do direito à terra e a melhores condições de vida.
Ela fundou e também foi presidenta da Associação de Índios Kaguateca “Marçal de Souza” em meados 1985  para reunir os povos originários da região do Mato Grosso do Sul, na cidade ou no campo, para a defesa do direito à terra e pela vida digna, com respeito à cultura e modos de vida. A Associação Kaguateca Marçal de Souza foi ativa até o início da década de 2000.
Marta Guarani era sobrinha de Marçal de Souza, o Tupã-I, uma grande liderança guarani que lutou pela terra e cultura indígenas no mato Grosso do Sul na região de Dourados. Ele foi perseguido pela Ditadura Civil-Militar e assassinado em 1983.

## Falecimento
Marta Guarani faleceu em seis de setembro de 2003 em decorrência de problemas cardíacos.

## Legado
O exemplo das lutas de Marta Guarani podem ser vistos nos movimentos e organização das mulheres indígenas hoje, como o CONAMI – Conselho Nacional de Mulheres Indígenas - que em seu livro Natyseño: Trajetória, Lutas e Conquistas das Mulheres Indígenas, publicado pela primeira vez em 2006, a homenageou por toda sua vida dedicada às lutas sociais pelos direitos das pessoas indígenas.
A atuação política de Marta Guarani também atingiu o mundo com suas falas na ONU. De acordo com o relato de Solange Guarani, uma das filhas de Marta Guarani, a liderança esteve na ONU por diversas vezes para levantar as demandas dos povos originários:
"A minha mãe sempre esteve à frente da luta, da defesa do seu povo, do nosso povo. Não tinha hora, dia, nem lugar. Ela foi para todos os recantos dessa terra onde era possível ser ouvida, esteve na ONU (Organização das Nações Unidas) várias vezes, onde o clamor dos guarani e kaiowá pode ecoar. O sofrimento era grande, e hoje parece que estamos voltando para o mesmo patamar: o governo que ai está, incentiva o preconceito, a violência contra os povos indígenas, minha impressão é que estamos voltando pra trás. Isso é muito triste, tanta luta, tanto despejo, tantas mortes e hoje, passados algumas décadas de retomadas, os direitos ainda são negados. A reação dos anti-indígenas, violenta, desrespeitosa”.
Marta Guarani nomeia um capítulo no livro Contemporary Indigenous Movements in Latin America [Movimentos indígenas contemporâneos na América Latina, em tradução livre], editado por Erick D. Langer e Elena Muñoz, que traz uma fala de Marta Guarani na ONU em maio de 1994.
Desde 2004, a Câmara Municipal de Dourados - MS promove o Prêmio Marta Guarani para reconhecer a atuação política de mulheres naquele município.
Em 26 de abril de 2016, esculturas em busto de Marta Guarani e de Marçal de Souza foram inauguradas no Parque das Nações Indígenas em Campo Grande - MS.